# برسم
البَرْسَم (الاسم العلمي: Sprattus) هو جنس من الأسماك يتبع الفصيلة البربوطية من رتبة قديات الشكل.